# Rosanna Davison
Rosanna Davison, född 17 april 1984 i Dublin, Irland, korad till Miss World 2003. Hon är dotter till popsångaren Chris de Burgh.